# 格林河 (科罗拉多河支流)
格林河（英語：Green River）位于美国西部，是科羅拉多河的主要支流之一。其流域范围覆盖怀俄明州、犹他州和科羅拉多州的部分地区。格林河长约1170千米，源出自怀俄明州温德河岭，径流大部分位于在怀俄明州与犹他州，只有64千米长度位于科罗拉多州。在其流经的科羅拉多高原上切割出了许多美国著名的峡谷。在与科罗拉多河汇流处，格林河的水量只稍微小于科罗拉多河，但携带的淤泥量更大。在犹他州绿河测得的平均流量为173.3立方米每秒。